# Nintendo Direct
Nintendo Direct  là một loạt các buổi thuyết trình trực tuyến hoặc các chương trình trực tiếp do Nintendo sản xuất, nơi thông tin về nội dung hoặc đặc quyền kinh doanh của công ty được trình bày, chẳng hạn như thông tin về trò chơi và thiết bị trò chơi điện tử. Các bài thuyết trình bắt đầu ở Nhật Bản và Bắc Mỹ với ấn bản đầu tiên vào ngày 21 tháng 10 năm 2011, trước khi mở rộng sang Châu Âu, Úc và Hàn Quốc.

## Định dạng
Các buổi thuyết trình Nintendo Direct khác nhau về định dạng giữa các bản và khu vực khác nhau.

### Sự khác biệt khu vực
Nintendo Directs thường có cả định dạng khu vực và quốc tế.

#### Quốc tế
Đối với các chủ đề hấp dẫn chung trên toàn thế giới, một Nintendo Direct duy nhất thường được bản địa hóa để phát sóng đồng thời. Thông thường, những điều này sẽ được ghi lại bằng tiếng Nhật và do một người Nhật trình bày. Trước khi chủ tịch Nintendo Iwata Satoru qua đời, ông sẽ dẫn chương trình Trực tiếp bằng cả tiếng Anh và tiếng Nhật, với các bài thuyết trình bằng các ngôn ngữ khác được phụ đề.
Sau cái chết của Iwata, Nintendo Directs đã không có bản quốc tế cho đến năm 2017, khi Koizumi Yoshiaki từ Nintendo EPD đảm nhận vai trò này. Kể từ năm 2018, Koizumi đã đồng chia sẻ với Takahashi Shinya.
Kể từ năm 2017, người dẫn chương trình tiếng Nhật và mọi vai trò của người dẫn sẽ được lồng tiếng hoặc phụ đề để phát hành quốc tế, bao gồm cả tiếng Anh.
Các bài thuyết trình được lên lịch vào khoảng thời gian diễn ra Electronic Entertainment Expo thường do Nintendo of America sản xuất, được trình bày và thuyết minh bằng tiếng Anh để phát sóng quốc tế.

#### Nhật Bản
Tại Nhật Bản, Nintendo Directs được chủ tịch toàn cầu của Nintendo Iwata Satoru giới thiệu nhiều nhất cho đến khi ông qua đời vào năm 2015, với Koizumi Yoshiaki hiện là người dẫn chương trình.
Kể từ năm 2017, Nhật Bản đã tổ chức các buổi giới thiệu "Thế giới Indie" theo khu vực cụ thể, tập trung vào các trò chơi độc lập được xuất bản cho Nintendo Switch.
Các thuyết trình tập trung vào Super Smash Bros. thường do nhà sáng tạo của loạt là Sakurai Masahiro dẫn.

#### Bắc Mỹ
Ở Bắc Mỹ, các video thường được trình bày bởi chủ tịch Nintendo of America, Reggie Fils-Aimé và Bill Trinen.
Đối với các Directs quốc tế được sản xuất tại Nhật Bản từ năm 2017, Nintendo of America sẽ phát sóng phiên bản lồng tiếng của Direct bằng tiếng Anh; mặc dù ba trường hợp ngoại lệ đáng chú ý của việc có phụ đề thay vì lồng tiếng là Mr. Sakurai Presents các bài thuyết trình với "Min Min" từ ARMS, "Steve & Alex" từ Minecraft cho Super Smash Bros. Ultimate , và "Sephiroth" từ Final Fantasy VII vào năm 2020. Cả người thuyết trình và người kể chuyện đều được lồng tiếng bởi những người kể chuyện riêng biệt.
Kể từ năm 2017, Nintendo of America đã tổ chức các buổi thuyết trình tập trung vào trò chơi Indie được xuất bản cho Nintendo Switch. Từ năm 2017 đến năm 2019, chúng được gắn nhãn hiệu là "Nindies Showcase", trước khi gắn nhãn hiệu của họ với biểu ngữ "Indie World" của Nhật Bản.

#### Châu Âu và Úc
European Directs được trình bày bởi cựu chủ tịch Nintendo of Europe, Shibata Satoru. Các bài thuyết trình này cũng đã được phát sóng tại Úc.
Úc thường chỉ phát sóng đầu ra ở Châu Âu, nhưng một Direct đã được tạo riêng cho khu vực này, phát sóng vào ngày 24 tháng 9 năm 2014. Direct này do Tom Enoki dẫn.
Đối với các Directs quốc tế được sản xuất tại Nhật Bản từ năm 2017, Nintendo of Europe phát sóng bản gốc tiếng Nhật cho những người thuyết trình, nhưng sẽ sử dụng bản lồng tiếng Anh cho các phần được tường thuật. Sau đó, chúng được phụ đề để phát sóng bằng các ngôn ngữ khác. Kể từ năm 2019, Pokémon Direct và Pokémon Presents là những Direct duy nhất được lồng tiếng cho Châu Âu và Úc bằng tiếng Anh, tuy nhiên, chúng được phụ đề bằng các ngôn ngữ khác với bản lồng tiếng Anh.
Kể từ năm 2017, Nintendo of Europe đã phát sóng các bài thuyết trình tập trung vào các trò chơi độc lập được xuất bản cho Nintendo Switch. Từ năm 2017 đến năm 2018, Nintendo of Europe đã phát sóng các bài thuyết trình "Nindies Showcase" của Mỹ. Trong năm 2018 và 2019, Nintendo of Europe đã tổ chức các video "Indie Highlights" của riêng mình. Từ năm 2019, họ quay trở lại phát sóng các bài thuyết trình của Nintendo of America, hiện tại dưới biểu ngữ "Indie World".

#### Nam Triều Tiên
Hàn Quốc cũng phát sóng Nintendo Directs độc quyền do chủ tịch Nintendo of Korea là Fukuda Hiroyuki tổ chức.

#### Hồng Kông vàĐài Loan
Một số bài thuyết trình Nintendo Direct đã được sản xuất đặc biệt cho Hồng Kông và Đài Loan.

### Các loại hình trình chiếu của Nintendo Direct
Ngoài các bài thuyết trình Nintendo Direct chung, bao gồm một loạt các tiêu đề, còn có các Direct tập trung xung quanh các tựa game hoặc loạt game cụ thể. Chúng thường do những nhà sản xuất, đạo diễn của trò chơi hoặc loạt trò chơi, hoặc thuê một người dẫn chương trình lên thuyết trình. 
| Kiểu                                       | Logo                                           | Thời lượng | Nội dung |
| ------------------------------------------ | ---------------------------------------------- | ---------- | --- |
| Nintendo Direct                            | Nintendo Direct Presentation logo              | 25–50 phút | Kiểu thuyết trình Nintendo Direct chính. Hiển thị thông tin về phần mềm và phần cứng trên tất cả các hệ máy của Nintendo. |
| Nintendo Direct Mini                       | Nintendo Direct Mini presentation logo         | 5–15 phút  | Một phiên bản ngắn hơn của Nintendo Direct chính, hiển thị thông tin về phần mềm và phần cứng trên tất cả các hệ máy của Nintendo. Ngoài ra còn có một thể loại riêng của Nintendo Direct này, được đặt tên là Nintendo Direct Mini: Partner Showcase giới thiệu các trò chơi từ các đối tác phát triển và xuất bản của Nintendo. |
| Nintendo Direct đặc biệt                   | Mỗi Direct thuộc loại này có biểu tượng riêng. | 5–50 phút  | Bản trình bày bao gồm các tiêu đề phần mềm cụ thể, của cả Nintendo và các nhà phát triển bên thứ ba. Thường do nhà sản xuất trò chơi tổ chức hoặc sử dụng người kể chuyện. |
| Thế giới Indie                             |                                                | 17–28 phút | Một bài thuyết trình tập trung vào các tựa trò chơi của các nhà phát triển độc lập đến với Nintendo Switch. Loại hình trình bày cụ thể này ban đầu chỉ được trình chiếu ở Nhật Bản nhưng sau đó được thêm vào Bắc Mỹ và Châu Âu.                                                                                                  |
| Bản trình bày / Trực tiếp Nintendo E3      | Mỗi Direct thuộc loại này có biểu tượng riêng. | 20–45 phút | Bản trình bày về các trò chơi của bên thứ nhất / thứ ba sắp tới được phát sóng trực tiếp trong E3. Bài thuyết trình bao gồm các trò chơi sẽ phát hành trong khoảng thời gian từ E3 đến cuối năm dương lịch. |
| Các bản trình bày Nintendo Direct đã ngừng |                                                |            | |
| Nintendo Direct Micro                      | Nintendo Direct Micro presentation logo        | 17 phút    | Bài thuyết trình một lần bao gồm phần mềm và phần cứng trên tất cả các hệ máy của Nintendo. Loại Nintendo Direct này đã bị ngừng sản xuất và được thay thế bằng Nintendo Direct Mini. |
| Nintendo 3DS Direct                        | 3DS Direct Presentation logo                   | 30–50 phút | Nintendo Direct đặc biệt liên quan đến phần mềm và phần cứng của Nintendo 3DS. Loại Nintendo Direct này đã bị ngừng sản xuất, mặc dù các trò chơi Nintendo 3DS vẫn được sản xuất bên ngoài loại này. |
| Wii U Direct                               | Wii U Direct presentation logo                 | 30–50 phút | Nintendo Direct đặc biệt liên quan đến phần mềm và phần cứng của Wii U. Loại Nintendo Direct này đã bị ngừng sản xuất sau khi kết thúc sản xuất Wii U để nhường chỗ cho Nintendo Switch. |
| Nindies Showcases                          | Nindies Showcase presentation logo             | 10–30 phút | Một bài thuyết trình tập trung vào các tựa trò chơi của các nhà phát triển độc lập đến với Nintendo Switch. Loại bản trình bày cụ thể này chỉ được hiển thị ở Bắc Mỹ và Châu Âu. Loại Nintendo Direct này đã được thay thế bằng "Indie World".                                                                                    |
| Nội dung nổi bật của Indie                 |                                                | 17–23 phút | Một bài thuyết trình tập trung vào các tựa trò chơi của các nhà phát triển độc lập đến với Nintendo Switch. Mô hình trình bày cụ thể này chỉ được hiển thị ở Châu Âu. Loại Nintendo Direct này đã được thay thế bằng "Indie World".                                                                                               |

#### Nintendo E3 Directs
Kể từ tháng 6 năm 2013, thay cho các cuộc họp báo quy mô lớn của Electronic Entertainment Expo (E3), Nintendo đã chọn sử dụng Nintendo Direct như một phương pháp thay thế để truyền tải tin tức của mình. Phát biểu tại cuộc họp báo cáo kết quả tài chính hàng năm vào tháng 3 chỉ hai tháng trước đó, Giám đốc điều hành Nintendo Satoru Iwata tuyên bố quyết định của công ty được xác định bởi thực tế là "những người khác nhau yêu cầu các loại thông tin khác nhau" và Nintendo Direct đã tự xuất hiện để Nintendo sẽ "có thể đưa ra các thông điệp [của họ] một cách thích hợp và hiệu quả hơn... dựa trên các nhu cầu khác nhau của các nhóm người khác nhau". Christopher Dring của GamesIndustry.biz nhận xét rằng cuộc họp báo cuối cùng mà Nintendo tổ chức tại E3 năm 2012 có quá nhiều sự pha trộn giữa phần cứng mới của Nintendo cho Wii U và các thông báo về trò chơi. So với các cuộc họp báo khác được tổ chức trong năm đó, buổi giới thiệu của Nintendo khiến người hâm mộ của công ty không khỏi hào hứng. Bằng cách chuyển sang Nintendo Directs, Dring cho rằng công ty có thể kết nối tốt hơn với người hâm mộ bằng cách sử dụng các bài thuyết trình Nintendo Direct, làm cho moi người biết mặt của các giám đốc điều hành của Nintendo, cũng như có Directs bên ngoài chu kỳ E3 để cung cấp các bản cập nhật thường xuyên hơn về trò chơi và các bản phát hành phần cứng.
Trong quá trình phát sóng được ghi âm trước cho E3 2013, trang web của Nintendo đã gặp phải sự cố kỹ thuật do máy chủ quá tải, khiến nhiều người xem không thể xem được video trực tiếp và Iwata phải đưa ra lời xin lỗi chính thức. Bất chấp những khó khăn này, Chủ tịch Nintendo of America, Reggie Fils-Aimé lưu ý rằng lượng người xem thứ cấp sau buổi phát sóng ban đầu vẫn có tác dụng phổ biến quảng bá sản phẩm.
Năm sau, ngoài Direct, công ty đã thêm luồng trực tiếp "Nintendo Treehouse: Live @ E3" vào sự hiện diện của họ tại sự kiện thương mại. Được đặt tên theo bộ phận Phát triển Sản phẩm tại Nintendo of America, đây là các streams hàng ngày từ sàn triển lãm có nhân viên bản địa hóa NoA và các nhà phát triển trò chơi giới thiệu và đưa ra thông tin chi tiết về các tựa trò chơi đã được công bố trong Directs năm đó. Năm đó cũng bắt đầu xu hướng Nintendo tổ chức một giải đấu trò chơi vào một số thời điểm trong tuần, trong đó những người tham gia tranh tài ở các tựa trò chơi chưa được phát hành. 
| Năm  | Tiêu đề                                                   | Tóm lược |
| ---- | --------------------------------------------------------- | --- |
| 2014 | Super Smash Bros. Invitational                            | 16 người chơi Super Smash Bros. chuyên nghiệp được mời chơi Super Smash Bros for Wii U. |
| 2015 | Giải vô địch thế giới Nintendo 2015                       | 16 người chơi, tám người được chọn từ các cuộc thi vòng loại trên khắp nước Mỹ và được mời bởi Nintendo, cạnh tranh trong các trò chơi Nintendo khác nhau, với trò chơi cuối cùng là Super Mario Maker. |
| 2016 | Không có                                                  | Năm nay Nintendo thiếu cả giải đấu và buổi thuyết trình, chỉ có phát sóng trực tiếp của Nintendo Treehouse tập trung chủ yếu vào The Legend of Zelda: Breath of the Wild và Nintendo 3DS.               |
| 2017 | Splatoon 2 World Inkling Invitational                     | Các đội Splatoon chuyên nghiệp đến từ Mỹ, Nhật Bản, Châu Âu và Úc / New Zealand thi đấu vòng tròn tính điểm với các chế độ Turf War và Ranked Battle của Splatoon 2.                                    |
| 2017 | Pokkén Tournament DX Invitational                         | Bốn đội hai người chơi bao gồm các nhân vật YouTube và Twitch cạnh tranh, với một thành viên của mỗi đội sử dụng một trong những nhân vật mới được thêm vào bản phát hành Nintendo Switch của trò chơi. |
| 2017 | Arms Open Invitational                                    | Bốn người tham dự E3 cạnh tranh với bốn người chơi trò chơi chiến đấu chuyên nghiệp theo thể thức loại trực tiếp với các chế độ chơi khác nhau trong Arms.                                              |
| 2018 | Vòng chung kết giải vô địch thế giới Splatoon 2           | Các đại diện của Hoa Kỳ, Canada, Úc, New Zealand, Châu Âu và Nhật Bản, sẽ tranh tài ở loạt trận phân hạng để tranh giải thưởng lớn tại E3 2018                                                          |
| 2018 | Super Smash Bros. Invitational 2018                       | Những người chơi Super Smash Bros. chuyên nghiệp và những người tham dự hội nghị được chọn tại E3 2018 phải chơi Super Smash Bros. Ultimate trên Nintendo Switch.                                       |
| 2019 | Super Mario Maker 2 Invitational 2019                     | Những vị khách đặc biệt do Nintendo mời có thể chơi một loạt các khóa mới được thực hiện trong Super Mario Maker 2 sắp tới.                                                                             |
| 2019 | Giải vô địch thế giới Splatoon 2 2019                     | Các đội đến từ Bắc Mỹ, Châu Âu, Úc / New Zealand và Nhật Bản, mỗi đội chiến thắng trong các giải đấu tương ứng, sẽ chiến đấu sau một năm các sự kiện để được trao danh hiệu số một thế giới.            |
| 2019 | Giải vô địch thế giới Super Smash Bros. Ultimate 2019 3v3 | Ba đội đủ điều kiện của mỗi quốc gia Bắc Mỹ, Châu Âu, Úc / New Zealand và Nhật Bản sẽ thi đấu với nhau sau khi giành chiến thắng trong các giải đấu khu vực.                                            |

## Danh sách các bài thuyết trình
Cùng với các bài thuyết trình Nintendo Direct, các bài thuyết trình trực tuyến khác do Nintendo sản xuất không có chữ "Direct" cũng được liệt kê.
| Loại phát sóng                                                       | Phủ sóng                                                                                                   | Ngày                        | Vùng                                                         | Tham khảo                                               |
| -------------------------------------------------------------------- | --- | --------------------------- | ------------------------------------------------------------ | ------------------------------------------------------- |
| Nintendo Direct                                                      | Nintendo 3DS và Wii games                                                                                  | ngày 21 tháng 10 năm 2011   | Nhật Bản, Bắc Mỹ                                             | [ 17 ] [ 18 ]                                           |
| Nintendo Direct                                                      | Nintendo 3DS và Wii games                                                                                  | ngày 27 tháng 12 năm 2011   | Nhật Bản                                                     | [ 19 ]                                                  |
| Nintendo Direct                                                      | Nintendo 3DS và Wii games                                                                                  | ngày 22 tháng 2 năm 2012    | Nhật Bản, Bắc Mỹ, Châu Âu, Úc                                | [ 20 ] [ 21 ] [ 22 ]                                    |
| Nintendo Direct                                                      | Nintendo 3DS và Super Mario 3D Land                                                                        | ngày 14 tháng 4 năm 2012}}  | Hàn Quốc                                                     | [ 23 ]                                                  |
| Nintendo Direct                                                      | Nintendo 3DS và Wii games                                                                                  | ngày 21 tháng 4 năm 2012    | Nhật Bản, Châu Âu, Úc                                        | [ 24 ] [ 25 ]                                           |
| Nintendo Direct Pre E3 2012                                          | Wii U built-in software                                                                                    | ngày 3 tháng 6 năm 2012     | Nhật Bản, Bắc Mỹ, Châu Âu, Úc                                | [ 26 ]                                                  |
| Nintendo Direct                                                      | Nintendo 3DS XL reveal Nintendo 3DS và Wii games                                                           | ngày 21 tháng 6 năm 2012    | Nhật Bản, Bắc Mỹ, Châu Âu, Úc                                | [ 27 ] [ 28 ] [ 29 ]                                    |
| Nintendo Direct Mini                                                 | Brain Age: Concentration Training                                                                          | ngày 18 tháng 7 năm 2012    | Nhật Bản                                                     | [ 30 ] [ 31 ]                                           |
| Nintendo Direct                                                      | Dragon Quest X                                                                                             | ngày 30 tháng 7 năm 2012    | Nhật Bản                                                     | [ 32 ] [ 33 ]                                           |
| Nintendo Direct                                                      | Nintendo 3DS và Wii games                                                                                  | ngày 29 tháng 8 năm 2012    | Nhật Bản                                                     | [ 34 ] [ 35 ]                                           |
| Nintendo Direct Mini                                                 | Brain Age: Concentration Training                                                                          | ngày 7 tháng 9 năm 2012     | Nhật Bản                                                     | [ 36 ] [ 37 ]                                           |
| Wii U Direct                                                         | Wii U games                                                                                                | ngày 13 tháng 9 năm 2012    | Nhật Bản, Bắc Mỹ, Châu Âu, Úc                                | [ 38 ] [ 39 ] [ 40 ]                                    |
| Nintendo Direct Mini                                                 | New Super Mario Bros. 2                                                                                    | ngày 28 tháng 9 năm 2012    | Nhật Bản                                                     | [ 41 ]                                                  |
| Nintendo Direct Mini                                                 | New Super Mario Bros. 2                                                                                    | ngày 2 tháng 10 năm 2012    | Bắc Mỹ, Châu Âu, Úc                                          | [ 42 ] [ 43 ]                                           |
| Nintendo Direct Mini                                                 | Nintendo 3DS XL & Nintendo eShop                                                                           | ngày 3 tháng 10 năm 2012    | Nhật Bản                                                     | [ 44 ] [ 45 ]                                           |
| Nintendo Direct                                                      | trò chơi Nintendo 3DS                                                                                      | ngày 4 tháng 10 năm 2012    | Châu Âu, Úc                                                  | [ 46 ]                                                  |
| Nintendo Direct                                                      | Animal Crossing: New Leaf                                                                                  | ngày 5 tháng 10 năm 2012    | Nhật Bản                                                     | [ 47 ]                                                  |
| Nintendo Direct                                                      | trò chơi Nintendo 3DS                                                                                      | ngày 25 tháng 10 năm 2012   | Nhật Bản, Bắc Mỹ                                             | [ 48 ]                                                  |
| Nintendo Direct                                                      | trò chơi Nintendo 3DS                                                                                      | ngày 31 tháng 10 năm 2012   | South Korea                                                  | [ 49 ]                                                  |
| Wii U Direct                                                         | Wii U, system apps và games                                                                                | ngày 7 tháng 11 năm 2012    | Nhật Bản, Bắc Mỹ, Châu Âu, Úc                                | [ 50 ] [ 51 ] [ 52 ]                                    |
| Wii U Direct                                                         | Wii U interface và Miiverse                                                                                | ngày 14 tháng 11 năm 2012   | Nhật Bản, Bắc Mỹ                                             | [ 53 ] [ 54 ]                                           |
| Nintendo Direct Mini                                                 | New Super Mario Bros. 2                                                                                    | ngày 27 tháng 11 năm 2012   | Nhật Bản, Bắc Mỹ, Châu Âu, Úc                                | [ 55 ] [ 56 ] [ 57 ]                                    |
| Nintendo Direct                                                      | Wii U và trò chơi Nintendo 3DS                                                                             | ngày 5 tháng 12 năm 2012    | Nhật Bản, Bắc Mỹ, Châu Âu, Úc                                | [ 58 ] [ 59 ]                                           |
| Wii U Direct                                                         | Niconico                                                                                                   | ngày 6 tháng 12 năm 2012    | Nhật Bản                                                     | [ 60 ]                                                  |
| Nintendo Direct Mini                                                 | Dragon Quest X                                                                                             | ngày 19 tháng 12 năm 2012   | Nhật Bản                                                     | [ 61 ]                                                  |
| Pokémon Direct                                                       | Pokémon X và Y                                                                                             | ngày 8 tháng 1 năm 2013     | Nhật Bản, Bắc Mỹ, Châu Âu, Úc                                | [ 62 ] [ 63 ] [ 64 ]                                    |
| Wii U Direct                                                         | Wii U games, Miiverse và Virtual Console                                                                   | ngày 23 tháng 1 năm 2013    | Nhật Bản, Bắc Mỹ, Châu Âu, Úc                                | [ 65 ] [ 66 ] [ 67 ]                                    |
| Nintendo Direct                                                      | Animal Crossing: New Leaf                                                                                  | ngày 24 tháng 1 năm 2013    | South Korea                                                  | [ 68 ]                                                  |
| Nintendo Direct                                                      | Animal Crossing: New Leaf                                                                                  | ngày 1 tháng 2 năm 2013     | Nhật Bản                                                     | [ 69 ]                                                  |
| Nintendo 3DS Direct                                                  | Year of Luigi và trò chơi Nintendo 3DS                                                                     | ngày 14 tháng 2 năm 2013    | Nhật Bản, Bắc Mỹ, Châu Âu, Úc                                | [ 70 ] [ 71 ] [ 72 ]                                    |
| Nintendo 3DS Direct                                                  | trò chơi Nintendo 3DS                                                                                      | ngày 21 tháng 2 năm 2013    | Nhật Bản                                                     | [ 73 ]                                                  |
| Nintendo Direct Mini                                                 | Tomodachi Collection: New Life                                                                             | ngày 12 tháng 3 năm 2013    | Nhật Bản                                                     | [ 74 ]                                                  |
| Nintendo Direct Mini                                                 | Flipnote Studio 3D                                                                                         | ngày 13 tháng 3 năm 2013    | Nhật Bản, Bắc Mỹ, Châu Âu, Úc                                | [ 75 ] [ 76 ] [ 77 ]                                    |
| Nintendo Direct Mini                                                 | trò chơi Nintendo 3DS                                                                                      | ngày 1 tháng 4 năm 2013     | Nhật Bản                                                     | [ 78 ]                                                  |
| Nintendo Direct                                                      | Tomodachi Collection: New Life                                                                             | ngày 3 tháng 4 năm 2013     | Nhật Bản                                                     | [ 79 ]                                                  |
| Nintendo Direct                                                      | Year of Luigi và trò chơi Nintendo 3DS                                                                     | ngày 17 tháng 4 năm 2013    | Nhật Bản, Bắc Mỹ, Châu Âu, Úc                                | [ 80 ] [ 81 ] [ 82 ]                                    |
| Nintendo Direct                                                      | Wii U và trò chơi Nintendo 3DS                                                                             | ngày 17 tháng 5 năm 2013    | Nhật Bản, Bắc Mỹ, Châu Âu, Úc                                | [ 83 ] [ 84 ] [ 85 ]                                    |
| Nintendo Direct                                                      | Monster Hunter 4Phoenix Wright: Ace Attorney − Dual Destinies                                              | ngày 27 tháng 5 năm 2013    | Nhật Bản                                                     | [ 86 ]                                                  |
| Nintendo Direct @ E3 2013                                            | Wii U và trò chơi Nintendo 3DS                                                                             | ngày 11 tháng 6 năm 2013    | Nhật Bản, Bắc Mỹ, Châu Âu, Úc, South Korea                   | [ 87 ] [ 88 ] [ 89 ]                                    |
| Nintendo Direct                                                      | Pikmin 3                                                                                                   | ngày 26 tháng 6 năm 2013    | Nhật Bản                                                     | [ 90 ]                                                  |
| Nintendo Direct Mini                                                 | Nintendo 3DS và Wii U games                                                                                | ngày 3 tháng 7 năm 2013     | Nhật Bản                                                     | [ 91 ]                                                  |
| Nintendo Direct Mini                                                 | Nintendo 3DS và Wii U games                                                                                | ngày 18 tháng 7 năm 2013    | Bắc Mỹ, Châu Âu, Úc                                          | [ 92 ]                                                  |
| Nintendo Direct                                                      | Wii U và trò chơi Nintendo 3DS                                                                             | ngày 7 tháng 8 năm 2013     | Nhật Bản, Bắc Mỹ, Châu Âu, Úc                                | [ 93 ] [ 94 ] [ 95 ]                                    |
| Nintendo Direct                                                      | The Wonderful 101                                                                                          | ngày 9 tháng 8 năm 2013     | Nhật Bản, Bắc Mỹ, Châu Âu, Úc                                | [ 96 ] [ 97 ] [ 98 ]                                    |
| Pokémon Direct                                                       | Pokémon X và Y                                                                                             | ngày 4 tháng 9 năm 2013     | Nhật Bản, Bắc Mỹ, Châu Âu, Úc                                | [ 99 ] [ 100 ] [ 101 ]                                  |
| Nintendo Direct                                                      | Monster Hunter 4                                                                                           | ngày 8 tháng 9 năm 2013     | Nhật Bản                                                     | [ 102 ]                                                 |
| Nintendo Direct                                                      | Wii Fit U                                                                                                  | ngày 18 tháng 9 năm 2013    | Nhật Bản, Bắc Mỹ, Châu Âu, Úc                                | [ 103 ] [ 104 ] [ 105 ]                                 |
| Nintendo Direct                                                      | Wii U và trò chơi Nintendo 3DS                                                                             | ngày 1 tháng 10 năm 2013    | Nhật Bản, Bắc Mỹ, Châu Âu, Úc                                | [ 106 ] [ 107 ] [ 108 ]                                 |
| Nintendo Direct                                                      | Pokémon X và YMonster Hunter 4                                                                             | ngày 10 tháng 10 năm 2013   | South Korea                                                  | [ 109 ]                                                 |
| Nintendo Direct Mini                                                 | Daigasso! Band Brothers P                                                                                  | ngày 29 tháng 10 năm 2013   | Nhật Bản                                                     | [ 110 ]                                                 |
| Nintendo Direct                                                      | Monster Hunter 4                                                                                           | ngày 12 tháng 11 năm 2013   | South Korea                                                  | [ 111 ]                                                 |
| Nintendo Direct                                                      | Nintendo 3DS và Wii U games                                                                                | ngày 13 tháng 11 năm 2013   | Bắc Mỹ, Châu Âu, Úc                                          | [ 112 ] [ 113 ]                                         |
| Nintendo Direct Mini                                                 | Nintendo 3DS và Wii U Download software                                                                    | ngày 14 tháng 11 năm 2013   | Nhật Bản                                                     | [ 114 ]                                                 |
| Nintendo Direct                                                      | Nintendo 3DS Guide: Louvre District                                                                        | ngày 27 tháng 11 năm 2013   | Nhật Bản, Bắc Mỹ, Châu Âu, Úc                                | [ 115 ] [ 116 ] [ 117 ]                                 |
| Nintendo Direct                                                      | Wii U và trò chơi Nintendo 3DS                                                                             | ngày 18 tháng 12 năm 2013   | Nhật Bản, Bắc Mỹ, Châu Âu, Úc                                | [ 118 ] [ 119 ] [ 120 ]                                 |
| Nintendo Direct                                                      | trò chơi Nintendo 3DS                                                                                      | ngày 17 tháng 1 năm 2014    | South Korea                                                  | [ 121 ]                                                 |
| Nintendo Direct                                                      | Wii U và trò chơi Nintendo 3DS                                                                             | ngày 13 tháng 2 năm 2014    | Nhật Bản, Bắc Mỹ, Châu Âu, Úc                                | [ 122 ] [ 123 ] [ 124 ]                                 |
| Super Smash Bros. Direct                                             | Super Smash Bros. for Nintendo 3DS và Wii U                                                                | ngày 8 tháng 4 năm 2014     | Nhật Bản, Bắc Mỹ, Châu Âu, Úc                                | [ 125 ] [ 126 ] [ 127 ]                                 |
| Nintendo Direct                                                      | Tomodachi Life                                                                                             | ngày 10 tháng 4 năm 2014    | Bắc Mỹ, Châu Âu, Úc                                          | [ 128 ] [ 129 ]                                         |
| Nintendo Direct                                                      | Mario Kart 8                                                                                               | ngày 30 tháng 4 năm 2014    | Nhật Bản, Bắc Mỹ, Châu Âu, Úc                                | [ 130 ] [ 131 ] [ 132 ]                                 |
| Nintendo Direct                                                      | Tomodachi Life                                                                                             | ngày 29 tháng 5 năm 2014    | South Korea                                                  | [ 133 ]                                                 |
| Nintendo Digital Event @ E3 2014                                     | Wii U và trò chơi Nintendo 3DS                                                                             | ngày 10 tháng 6 năm 2014    | Nhật Bản, Bắc Mỹ, Châu Âu, Úc, South Korea                   | [ 134 ]                                                 |
| Nintendo Direct                                                      | Yo-kai Watch 2                                                                                             | ngày 4 tháng 7 năm 2014     | Nhật Bản                                                     | [ 135 ]                                                 |
| Nintendo 3DS Direct                                                  | trò chơi Nintendo 3DS                                                                                      | ngày 11 tháng 7 năm 2014    | Nhật Bản                                                     | [ 136 ]                                                 |
| Nintendo Direct                                                      | Hyrule Warriors                                                                                            | ngày 4 tháng 8 năm 2014     | Nhật Bản, Bắc Mỹ, Châu Âu, Úc                                | [ 137 ] [ 138 ] [ 139 ]                                 |
| Nintendo 3DS Direct                                                  | trò chơi Nintendo 3DS                                                                                      | ngày 29 tháng 8 năm 2014    | Nhật Bản                                                     | [ 140 ]                                                 |
| Nintendo Direct                                                      | Bayonetta 2                                                                                                | ngày 4 tháng 9 năm 2014     | Nhật Bản, Bắc Mỹ, Châu Âu, Úc                                | [ 141 ] [ 142 ] [ 143 ]                                 |
| Nintendo 3DS Direct                                                  | New Nintendo 3DS                                                                                           | ngày 24 tháng 9 năm 2014    | Australia                                                    | [ 144 ]                                                 |
| Nintendo Direct                                                      | Monster Hunter 4G                                                                                          | ngày 8 tháng 10 năm 2014    | Nhật Bản                                                     | [ 145 ]                                                 |
| Super Smash Bros. for Wii U 50-Fact Extravaganza                     | Super Smash Bros. for Wii U                                                                                | ngày 23 tháng 10 năm 2014   | Nhật Bản, Bắc Mỹ, Châu Âu, Úc                                | [ 146 ] [ 147 ] [ 148 ] [ 149 ]                         |
| Nintendo Direct                                                      | Wii U và trò chơi Nintendo 3DS                                                                             | ngày 5 tháng 11 năm 2014    | Nhật Bản, Bắc Mỹ, Châu Âu, Úc                                | [ 150 ] [ 151 ] [ 152 ] [ 153 ]                         |
| Nintendo Direct                                                      | New Nintendo 3DS reveal Wii U và trò chơi Nintendo 3DS                                                     | ngày 14 tháng 1 năm 2015    | Nhật Bản, Bắc Mỹ, Châu Âu, Úc                                | [ 154 ] [ 155 ] [ 156 ] [ 157 ]                         |
| Nintendo Direct                                                      | Xenoblade Chronicles X                                                                                     | ngày 6 tháng 2 năm 2015     | Nhật Bản                                                     | [ 158 ]                                                 |
| Nintendo Direct                                                      | New Nintendo 3DS reveal và 3DS games                                                                       | ngày 19 tháng 3 năm 2015    | South Korea                                                  | [ 159 ]                                                 |
| Nintendo Direct                                                      | Wii U và trò chơi Nintendo 3DS                                                                             | ngày 1 tháng 4 năm 2015     | Nhật Bản, Bắc Mỹ, Châu Âu, Úc                                | [ 160 ] [ 161 ] [ 162 ]                                 |
| Nintendo Direct                                                      | Xenoblade Chronicles X                                                                                     | ngày 24 tháng 4 năm 2015    | North America                                                | [ 163 ]                                                 |
| Nintendo Direct                                                      | Splatoon                                                                                                   | ngày 7 tháng 5 năm 2015     | Nhật Bản, Bắc Mỹ, Châu Âu, Úc                                | [ 164 ] [ 165 ] [ 166 ]                                 |
| Nintendo Direct                                                      | Wii U và trò chơi Nintendo 3DS                                                                             | ngày 31 tháng 5 năm 2015    | Nhật Bản                                                     | [ 167 ]                                                 |
| Nintendo Direct Micro                                                | trò chơi Nintendo 3DS                                                                                      | ngày 1 tháng 6 năm 2015     | North America                                                | [ 168 ]                                                 |
| Super Smash Bros. for Nintendo 3DS / Wii U - New Content Approaching | Super Smash Bros. for Nintendo 3DS và Wii U DLC                                                            | ngày 14 tháng 6 năm 2015}}  | Nhật Bản, Bắc Mỹ, Châu Âu, Úc, South Korea                   | [ 169 ]                                                 |
| Nintendo Digital Event @ E3 2015                                     | Wii U và trò chơi Nintendo 3DS                                                                             | ngày 16 tháng 6 năm 2015}}  | Nhật Bản, Bắc Mỹ, Châu Âu, Úc, South Korea                   | [ 170 ]                                                 |
| Nintendo Direct                                                      | Wii U và trò chơi Nintendo 3DS                                                                             | ngày 12 tháng 11 năm 2015}} | Nhật Bản, Bắc Mỹ, Châu Âu, Úc                                | [ 171 ] [ 172 ] [ 173 ]                                 |
| Super Smash Bros. for 3DS / Wii U – Final Video Presentation         | Super Smash Bros. for Nintendo 3DS và Wii U DLC                                                            | ngày 15 tháng 12 năm 2015}} | Nhật Bản, Bắc Mỹ, Châu Âu, Úc, South Korea                   | [ 174 ]                                                 |
| Pokémon Direct                                                       | Pokémon Sun và Moon và 20th anniversary                                                                    | ngày 26 tháng 2 năm 2016}}  | Nhật Bản, Bắc Mỹ, Châu Âu, Úc, Hàn Quốc, Hồng Kông, Đài Loan | [ 175 ] [ 176 ] [ 177 ] [ 178 ] [ 179 ] [ 180 ] [ 181 ] |
| Nintendo Direct                                                      | Wii U và trò chơi Nintendo 3DS                                                                             | ngày 3 tháng 3 năm 2016}}   | Nhật Bản, Bắc Mỹ, Châu Âu, Úc                                | [ 182 ] [ 183 ] [ 184 ]                                 |
| Nintendo Direct                                                      | Culdcept Revolt                                                                                            | ngày 11 tháng 5 năm 2016}}  | Nhật Bản                                                     | [ 185 ]                                                 |
| Nintendo Direct                                                      | Culdcept Revolt                                                                                            | ngày 22 tháng 6 năm 2016}}  | Nhật Bản                                                     | [ 186 ]                                                 |
| Nintendo 3DS Direct                                                  | trò chơi Nintendo 3DS                                                                                      | ngày 1 tháng 9 năm 2016}}   | Nhật Bản, Bắc Mỹ, Châu Âu, Úc                                | [ 187 ] [ 188 ] [ 189 ]                                 |
| Nintendo Direct                                                      | Monster Hunter XX                                                                                          | ngày 27 tháng 10 năm 2016}} | Nhật Bản                                                     | [ 190 ]                                                 |
| Nintendo Direct                                                      | Animal Crossing: New Leaf - Welcome amiibo                                                                 | ngày 2 tháng 11 năm 2016}}  | Nhật Bản, Bắc Mỹ, Châu Âu, Úc                                | [ 191 ]                                                 |
| Nintendo Direct                                                      | Miitopia                                                                                                   | ngày 5 tháng 11 năm 2016}}  | Nhật Bản                                                     | [ 192 ]                                                 |
| Nintendo Switch Presentation                                         | Nintendo Switch phần cứng và phần mềm                                                                      | ngày 12 tháng 1 năm 2017}}  | Nhật Bản, Bắc Mỹ, Châu Âu, Úc, Hong Kong                     | [ 193 ] [ 194 ] [ 195 ] [ 196 ]                         |
| Fire Emblem Direct                                                   | Fire Emblem games                                                                                          | ngày 18 tháng 1 năm 2017}}  | Nhật Bản, Bắc Mỹ, Châu Âu, Úc                                | [ 197 ] [ 198 ] [ 199 ] [ 200 ]                         |
| Special Video from Producer of Fire Emblem                           | Fire Emblem games                                                                                          | ngày 13 tháng 2 năm 2017}}  | Hong Kong, Taiwan                                            | [ 201 ] [ 202 ] [ 203 ]                                 |
| Nindies Showcase                                                     | Trò chơi Indie cho Nintendo Switch                                                                         | ngày 28 tháng 2 năm 2017}}  | Bắc Mỹ, Châu Âu                                              | [ 204 ] [ 205 ]                                         |
| Nintendo Direct                                                      | Nintendo Switch và trò chơi Nintendo 3DS, tập trung vào Arms và Splatoon 2                                 | ngày 12 tháng 4 năm 2017}}  | Nhật Bản, Bắc Mỹ, Châu Âu, Úc                                | [ 206 ]                                                 |
| Nintendo Direct                                                      | Arms (cộng với một phân đoạn nhỏ trên Splatoon 2)                                                          | ngày 17 tháng 5 năm 2017}}  | Nhật Bản, Bắc Mỹ, Châu Âu, Úc                                | [ 207 ] [ 208 ]                                         |
| Pokémon Direct                                                       | Pokkén Tournament DX Pokémon Ultra Sun và Ultra Moon Pokémon Gold và Silver (Virtual Console)              | ngày 6 tháng 6 năm 2017}}   | Nhật Bản, Bắc Mỹ, Châu Âu, Úc, Hong Kong                     | [ 209 ] [ 210 ] [ 211 ] [ 212 ] [ 213 ]                 |
| Nintendo Spotlight: E3 2017                                          | Nintendo Switch và trò chơi Nintendo 3DS                                                                   | ngày 13 tháng 6 năm 2017}}  | Nhật Bản, Bắc Mỹ, Châu Âu, Úc, Hong Kong                     | [ 214 ]                                                 |
| Nintendo Direct                                                      | Dragon Quest XI                                                                                            | ngày 21 tháng 6 năm 2017}}  | Nhật Bản                                                     | [ 215 ]                                                 |
| Nintendo Direct                                                      | Splatoon 2                                                                                                 | ngày 6 tháng 7 năm 2017}}   | Nhật Bản, Bắc Mỹ, Châu Âu, Úc                                | [ 216 ]                                                 |
| Nindies Showcase                                                     | Trò chơi Indie cho Nintendo Switch                                                                         | ngày 30 tháng 8 năm 2017}}  | North America                                                | [ 217 ]                                                 |
| Nintendo Direct                                                      | Nintendo Switch và trò chơi Nintendo 3DS, tập trung vào Xenoblade Chronicles 2 và Super Mario Odyssey      | ngày 13 tháng 9 năm 2017}}  | Nhật Bản, Bắc Mỹ, Châu Âu, Úc                                | [ 218 ]                                                 |
| Mobile Direct                                                        | Animal Crossing: Pocket Camp                                                                               | ngày 24 tháng 10 năm 2017}} | Nhật Bản, Bắc Mỹ, Châu Âu, Úc                                | [ 219 ] [ 220 ]                                         |
| Nintendo Direct                                                      | Xenoblade Chronicles 2                                                                                     | ngày 7 tháng 11 năm 2017}}  | Nhật Bản, Bắc Mỹ, Châu Âu, Úc                                | [ 221 ]                                                 |
| Nintendo Direct Mini                                                 | Spring-Summer 2018 Trò chơi Nintendo Switch                                                                | ngày 11 tháng 1 năm 2018}}  | Nhật Bản, Bắc Mỹ, Châu Âu, Úc                                | [ 222 ]                                                 |
| Nintendo Direct                                                      | Nintendo Switch và trò chơi Nintendo 3DS, tập trung vào Mario Tennis Aces                                  | ngày 8 tháng 3 năm 2018}}   | Nhật Bản, Bắc Mỹ, Châu Âu, Úc                                | [ 223 ]                                                 |
| Nindies Showcase                                                     | Trò chơi Indie cho Nintendo Switch                                                                         | ngày 20 tháng 3 năm 2018}}  | Bắc Mỹ, Châu Âu                                              | [ 224 ]                                                 |
| Indie World                                                          | Trò chơi Indie cho Nintendo Switch                                                                         | ngày 11 tháng 5 năm 2018}}  | Nhật Bản                                                     | [ 225 ]                                                 |
| Nintendo Direct: E3 2018                                             | Trò chơi Nintendo Switch, tập trung vào Super Smash Bros. Ultimate                                         | ngày 12 tháng 6 năm 2018}}  | Nhật Bản, Bắc Mỹ, Châu Âu, Úc, Hàn Quốc, Hồng Kông, Đài Loan | [ 226 ]                                                 |
| Super Smash Bros. Ultimate Direct                                    | Super Smash Bros. Ultimate                                                                                 | ngày 8 tháng 8 năm 2018}}   | Nhật Bản, Bắc Mỹ, Châu Âu, Úc, Hàn Quốc, Hồng Kông, Đài Loan | [ 227 ]                                                 |
| Indie Highlights                                                     | Trò chơi Indie cho Nintendo Switch                                                                         | ngày 20 tháng 8 năm 2018}}  | Châu Âu                                                      | [ 228 ]                                                 |
| Nindies Showcase                                                     | Trò chơi Indie cho Nintendo Switch                                                                         | ngày 28 tháng 8 năm 2018}}  | North America                                                | [ 229 ]                                                 |
| Mobile Direct                                                        | Dragalia Lost                                                                                              | ngày 29 tháng 8 năm 2018}}  | Nhật Bản, Bắc Mỹ                                             | [ 230 ]                                                 |
| Nintendo Direct                                                      | Nintendo Switch và trò chơi Nintendo 3DS                                                                   | ngày 13 tháng 9 năm 2018    | Nhật Bản, Bắc Mỹ, Châu Âu, Úc                                | [ 231 ] [ 232 ]                                         |
| Super Smash Bros. Ultimate Direct                                    | Super Smash Bros. Ultimate                                                                                 | ngày 1 tháng 11 năm 2018}}  | Nhật Bản, Bắc Mỹ, Châu Âu, Úc, Hàn Quốc, Hồng Kông, Đài Loan | [ 233 ]                                                 |
| Indie World                                                          | Trò chơi Indie cho Nintendo Switch                                                                         | ngày 27 tháng 12 năm 2018   | Nhật Bản                                                     | [ 234 ]                                                 |
| Indie Highlights                                                     | Trò chơi Indie cho Nintendo Switch                                                                         | ngày 23 tháng 1 năm 2019    | Châu Âu                                                      | [ 235 ]                                                 |
| Nintendo Direct                                                      | Trò chơi Nintendo Switch, tập trung vào Fire Emblem: Three Houses                                          | ngày 13 tháng 2 năm 2019    | Nhật Bản, Bắc Mỹ, Châu Âu, Úc                                | [ 236 ]                                                 |
| Pokémon Direct                                                       | Pokémon Sword và Shield                                                                                    | ngày 27 tháng 2 năm 2019    | Nhật Bản, Bắc Mỹ, Châu Âu, Úc, South Korea, Hong Kong        | [ 237 ]                                                 |
| Nindies Showcase                                                     | Trò chơi Indie cho Nintendo Switch                                                                         | ngày 20 tháng 3 năm 2019    | Bắc Mỹ                                                       | [ 238 ]                                                 |
| Super Smash Bros. Ultimate – New Content Approaching                 | Super Smash Bros. Ultimate DLC                                                                             | ngày 16 tháng 4 năm 2019    | Nhật Bản, Bắc Mỹ, Châu Âu, Úc, Hàn Quốc, Hồng Kông, Đài Loan | [ 239 ]                                                 |
| Nintendo Direct                                                      | Super Mario Maker 2                                                                                        | ngày 15 tháng 5 năm 2019    | Nhật Bản, Bắc Mỹ, Châu Âu, Úc                                | [ 240 ]                                                 |
| Indie World                                                          | Trò chơi Indie cho Nintendo Switch                                                                         | ngày 31 tháng 5 năm 2019    | Japan                                                        | [ 241 ]                                                 |
| Pokémon Direct                                                       | Pokémon Sword và Shield                                                                                    | ngày 5 tháng 6 năm 2019     | Nhật Bản, Bắc Mỹ, Châu Âu, Úc, South Korea, Hong Kong        | [ 242 ]                                                 |
| Nintendo Direct: E3 2019                                             | Trò chơi Nintendo Switch                                                                                   | ngày 11 tháng 6 năm 2019    | Nhật Bản, Bắc Mỹ, Châu Âu, Úc, Hàn Quốc, Hồng Kông, Đài Loan | [ 243 ]                                                 |
| Super Smash Bros. Ultimate – Mr. Sakurai Presents "Hero"             | Super Smash Bros. Ultimate DLC                                                                             | ngày 30 tháng 7 năm 2019}}  | Nhật Bản, Bắc Mỹ, Châu Âu, Úc, Hàn Quốc, Hồng Kông, Đài Loan | [ 244 ]                                                 |
| Indie World                                                          | Trò chơi Indie cho Nintendo Switch                                                                         | ngày 19 tháng 8 năm 2019}}  | Bắc Mỹ, Châu Âu                                              | [ 245 ]                                                 |
| Nintendo Direct                                                      | Trò chơi Nintendo Switch, tập trung vào Luigi's Mansion 3 và Pokémon Sword và Shield                       | ngày 4 tháng 9 năm 2019}}   | Nhật Bản, Bắc Mỹ, Châu Âu, Úc                                | [ 246 ] [ 247 ] [ 248 ] [ 249 ]                         |
| Super Smash Bros. Ultimate – Mr. Sakurai Presents "Banjo & Kazooie"  | Super Smash Bros. Ultimate DLC                                                                             | ngày 4 tháng 9 năm 2019}}   | Nhật Bản, Bắc Mỹ, Châu Âu, Úc, Hàn Quốc, Hồng Kông, Đài Loan | [ 250 ]                                                 |
| Super Smash Bros. Ultimate – Mr. Sakurai Presents "Terry Bogard"     | Super Smash Bros. Ultimate DLC                                                                             | ngày 6 tháng 11 năm 2019}}  | Nhật Bản, Bắc Mỹ, Châu Âu, Úc, Hàn Quốc, Hồng Kông, Đài Loan | [ 251 ] [ 252 ] [ 253 ]                                 |
| Indie World                                                          | Trò chơi Indie cho Nintendo Switch                                                                         | ngày 10 tháng 12 năm 2019   | Nhật Bản, Bắc Mỹ, Châu Âu, Úc                                | [ 254 ]                                                 |
| Pokémon Direct                                                       | Pokémon Mystery Dungeon: Rescue Team DX, Pokémon Sword và Shield DLC Expansion Pass                        | ngày 9 tháng 1 năm 2020     | Nhật Bản, Bắc Mỹ, Châu Âu, Úc, South Korea, Hong Kong        | [ 255 ]                                                 |
| Super Smash Bros. Ultimate – Mr. Sakurai Presents "Byleth"           | Super Smash Bros. Ultimate DLC                                                                             | ngày 16 tháng 1 năm 2020    | Nhật Bản, Bắc Mỹ, Châu Âu, Úc, Hàn Quốc, Hồng Kông, Đài Loan | [ 256 ] [ 257 ] [ 258 ]                                 |
| Nintendo Direct                                                      | Animal Crossing: New Horizons                                                                              | ngày 20 tháng 2 năm 2020    | Nhật Bản, Bắc Mỹ, Châu Âu, Úc                                | [ 259 ]                                                 |
| Indie World                                                          | Trò chơi Indie cho Nintendo Switch                                                                         | ngày 17 tháng 3 năm 2020    | Bắc Mỹ, Châu Âu, Úc                                          | [ 260 ]                                                 |
| Nintendo Direct Mini                                                 | Trò chơi Nintendo Switch phát hành trong năm 2020                                                          | ngày 26 tháng 3 năm 2020    | Nhật Bản, Bắc Mỹ, Châu Âu, Úc                                | [ 261 ] [ 262 ] [ 263 ] [ 264 ]                         |
| Pokémon Presents                                                     | Pokémon Café Mix, New Pokémon Snap, Pokémon Sword và Shield DLC Expansion Pass - Part 1: The Isle of Armor | ngày 17 tháng 6 năm 2020}}  | Nhật Bản, Bắc Mỹ, Châu Âu, Úc, South Korea, Hong Kong        | [ 265 ]                                                 |
| Super Smash Bros. Ultimate – Mr. Sakurai Presents "Min Min"          | Super Smash Bros. Ultimate DLC                                                                             | ngày 22 tháng 6 năm 2020    | Nhật Bản, Bắc Mỹ, Châu Âu, Úc, Hàn Quốc, Hồng Kông, Đài Loan | [ 266 ]                                                 |
| Pokémon Presents                                                     | Pokémon Unite                                                                                              | ngày 24 tháng 6 năm 2020    | Nhật Bản, Bắc Mỹ, Châu Âu, Úc, South Korea, Hong Kong        | [ 267 ]                                                 |
| Nintendo Direct Mini: Partner Showcase                               | Trò chơi Nintendo Switch từ các đối tác phát triển và xuất bản của Nintendo                                | ngày 20 tháng 7 năm 2020    | Nhật Bản, Bắc Mỹ, Châu Âu, Úc                                | [ 268 ]                                                 |
| Indie World                                                          | Trò chơi Indie cho Nintendo Switch                                                                         | ngày 18 tháng 8 năm 2020    | Bắc Mỹ, Châu Âu, Úc                                          | [ 269 ]                                                 |
| Nintendo Direct                                                      | Ngày phát hành và thông tin liên quan đến Ring Fit Adventure ở Trung Quốc                                  | ngày 19 tháng 8 năm 2020    | Trung Quốc                                                   | [ 270 ]                                                 |
| Nintendo Direct Mini: Partner Showcase                               | Trò chơi Nintendo Switch từ các đối tác phát triển và xuất bản của Nintendo                                | ngày 26 tháng 8 năm 2020    | Nhật Bản, Bắc Mỹ, Châu Âu, Úc                                | [ 271 ]                                                 |
| Nintendo Direct                                                      | Kỷ niệm lần thứ 35 của Super Mario Bros.                                                                   | ngày 3 tháng 9 năm 2020     | Nhật Bản, Bắc Mỹ, Châu Âu, Úc                                | [ 272 ]                                                 |
| Nintendo Direct Mini: Partner Showcase                               | Trò chơi Nintendo Switch từ các đối tác phát triển và xuất bản của Nintendo                                | 17 tháng 9 năm 2020         | Nhật Bản, Bắc Mỹ, Châu Âu, Úc                                | [ 273 ]                                                 |
| Nintendo Direct                                                      | Monster Hunter                                                                                             | 17 tháng 9 năm 2020         | Nhật Bản, Bắc Mỹ, Châu Âu, Úc, Hàn Quốc                      | [ 274 ]                                                 |
| Super Smash Bros. Ultimate – Mr. Sakurai Presents "Steve & Alex"     | Super Smash Bros. Ultimate DLC                                                                             | 3 tháng 10 năm 2020         | Nhật Bản, Bắc Mỹ, Châu Âu, Úc, Hàn Quốc, Hồng Kông, Đài Loan | [ 275 ]                                                 |
| Nintendo Direct Mini: Partner Showcase                               | Trò chơi Nintendo Switch từ các đối tác phát triển và xuất bản của Nintendo                                | 28 tháng 10 năm 2020        | Nhật Bản, Bắc Mỹ, Châu Âu, Úc                                | [ 276 ]                                                 |
| Indie World                                                          | Trò chơi Indie cho Nintendo Switch                                                                         | 15 tháng 12 năm 2020        | Nhật Bản, Bắc Mỹ, Châu Âu, Úc                                | [ 277 ]                                                 |
| Super Smash Bros. Ultimate – Mr. Sakurai Presents "Sephiroth"        | Super Smash Bros. Ultimate DLC                                                                             | 17 tháng 12 năm 2020        | Nhật Bản, Bắc Mỹ, Châu Âu, Úc, Hàn Quốc, Hồng Kông, Đài Loan | [ 278 ]                                                 |
| Super Nintendo World                                                 | Super Nintendo World                                                                                       | 18 tháng 12 năm 2020        | Nhật Bản, Bắc Mỹ, Châu Âu, Úc, Hàn Quốc, Hồng Kông, Đài Loan | [ 279 ]                                                 |
| Nintendo Direct                                                      | Super Smash Bros. Ultimate và các trò chơi Nintendo Switch phát hành vào nửa đầu năm 2021.                 | 17 tháng 2 năm 2021         | Nhật Bản, Bắc Mỹ, Châu Âu, Úc                                | [ 280 ] [ 281 ]                                         |
| Pokémon Presents                                                     | Trò chơi Pokémon                                                                                           | 26 tháng 2 năm 2021         | Nhật Bản, Bắc Mỹ, Châu Âu, Úc, Hàn Quốc, Hồng Kông, Đài Loan | [ 282 ]                                                 |
| Super Smash Bros. Ultimate – Mr. Sakurai Presents "Pyra/Mythra"      | Super Smash Bros. Ultimate DLC                                                                             | 4 tháng 3 năm 2021          | Nhật Bản, Bắc Mỹ, Châu Âu, Úc, Hàn Quốc, Hồng Kông, Đài Loan | [ 283 ]                                                 |
| Indie World                                                          | Indie games cho Nintendo Switch                                                                            | 14 tháng 4 năm 2021         | Nhật Bản, Bắc Mỹ, Châu Âu, Úc                                | [ 284 ]                                                 |
| Nintendo Direct: E3 2021                                             | Trò chơi Nintendo Switch                                                                                   | 15 tháng 6 năm 2021         | Nhật Bản, Bắc Mỹ, Châu Âu, Úc, Hàn Quốc, Hồng Kông, Đài Loan | [ 285 ]                                                 |
| Super Smash Bros. Ultimate – Mr. Sakurai Presents "Kazuya"           | Super Smash Bros. Ultimate DLC                                                                             | 28 tháng 6 năm 2021         | Nhật Bản, Bắc Mỹ, Châu Âu, Úc, Hàn Quốc, Hồng Kông, Đài Loan | [ 286 ]                                                 |
| Indie World                                                          | Indie games cho Nintendo Switch                                                                            | 11 tháng 8 năm 2021         | Bắc Mỹ, Châu Âu, Úc                                          | [ 287 ]                                                 |
| Pokémon Presents                                                     | Pokémon Brilliant Diamond and Shining Pearl và Pokémon Legends: Arceus                                     | 18 tháng 8 năm 2021         | Nhật Bản, Bắc Mỹ, Châu Âu, Úc, Hàn Quốc, Hồng Kông, Đài Loan | [ 288 ]                                                 |